# Selección de fútbol playa de Malta
La selección de fútbol playa de Malta es el equipo representativo de Malta en los torneos internacionales de fútbol playa y es controlado por la Asociación de Fútbol de Malta.

## Historia
Hizo su primera aparición en un torneo internacional en los Juegos Mediterráneos de playa de 2015 en Pescara, Italia dirigidos por Massimiliano De Celis. Luego de perder 4 de los cinco partidos que jugó, De Celis renunció a su cargo.
Participó por primera ocasión en la clasificación para la Copa Mundial de Fútbol playa para la edición de 2024 en los Emiratos Árabes Unidos, pero fue eliminado en la primera ronda.

## Resultados

### Juegos Mediterráneos de Playa
- 2015 - 11° lugar